# 마르코 다브로
마르코 다브로(Marko Dabro, 1997년 5월 28일 ~ )는 크로아티아의 축구선수로, 현재 라트비아 비르스리가의 리가 소속이다.